# DOK6
DOK6 (англ. Docking protein 6) – білок, який кодується однойменним геном, розташованим у людей на короткому плечі 18-ї хромосоми. Довжина поліпептидного ланцюга білка становить 331 амінокислот, а молекулярна маса — 38 318.
| 10         |  | 20         |  | 30         |  | 40         |  | 50         |
| ---------- |  | ---------- |  | ---------- |  | ---------- |  | ---------- |
| MASNFNDIVK |  | QGYVKIRSRK |  | LGIFRRCWLV |  | FKKASSKGPR |  | RLEKFPDEKA |
| AYFRNFHKVT |  | ELHNIKNITR |  | LPRETKKHAV |  | AIIFHDETSK |  | TFACESELEA |
| EEWCKHLCME |  | CLGTRLNDIS |  | LGEPDLLAAG |  | VQREQNERFN |  | VYLMPTPNLD |
| IYGECTMQIT |  | HENIYLWDIH |  | NAKVKLVMWP |  | LSSLRRYGRD |  | STWFTFESGR |
| MCDTGEGLFT |  | FQTREGEMIY |  | QKVHSATLAI |  | AEQHERLMLE |  | MEQKARLQTS |
| LTEPMTLSKS |  | ISLPRSAYWH |  | HITRQNSVGE |  | IYSLQGHGFG |  | SSKMSRAQTF |
| PSYAPEQSEE |  | AQQPLSRSSS |  | YGFSYSSSLI |  | Q          |  |            |

A: Аланін

C: Цистеїн

D: Аспарагінова кислота

E: Глутамінова кислота

F: Фенілаланін

G: Гліцин

H: Гістидин

I: Ізолейцин

K: Лізин

L: Лейцин

M: Метіонін

N: Аспарагін

P: Пролін

Q: Глутамін

R: Аргінін

S: Серин

T: Треонін

V: Валін

W: Триптофан

Кодований геном білок за функцією належить до фосфопротеїнів. 